# Ju 188 (航空機)
ユンカース Ju 188
Ju 188
- 用途：爆撃機・偵察機
- 製造者：ユンカース
- 運用者** ドイツ国（ドイツ空軍）
  -  フランス（フランス空軍）
- 初飛行：1940年
- 生産数：1,076機
- 生産開始：1943年1月
- 運用開始：1943年5月
- 退役：1951年（フランス）
- 運用状況：退役

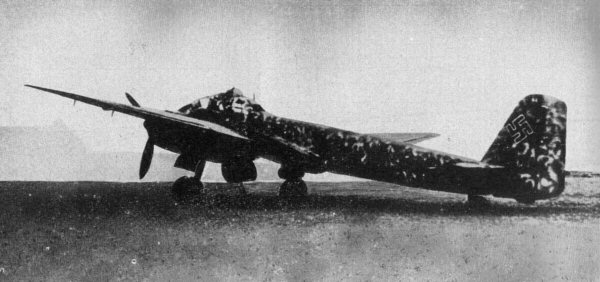
左後方からの写真。

Ju 188 は、ドイツのユンカース社で製作され、第二次世界大戦中ドイツ空軍で使用された双発の爆撃機である。大戦前半の主力爆撃機だったJu 88の発展型として開発されたが、元々はさらなる新鋭爆撃機への繋ぎとしての性格の機体だった。しかし後継機の開発の遅れから、実質的にはドイツ軍最後の爆撃機になってしまった。後に本機をさらに強化したJu 388が開発されている。

## 開発経緯
1936年、ユンカース社はドイツ空軍の新基準となる高速戦術爆撃機、一般に高速爆撃機(Schnellbomber)と呼ばれる機体コンペにJu 85、Ju 88の2つの設計を提出した。
2機の設計は非常によく似ており、違いといえばJu 85の尾翼形状が双尾翼だったのに対しJu 88の垂直尾翼は1枚になっていたことぐらいだった。
設計を提出してすぐに、2機の改良型であるJu 85BとJu 88Bの設計の提出が求められた。基本的にはオリジナルに近い状態で機首の部分を一枚の大きな窓を持った「卵型」の機首、もしくは同じ時期のハインケルHe111Pに近い形の「弾丸状」の機首への変更が主な点だった。
この設計変更の要請は空気抵抗の低減とより良い視界を得ることを狙ってのことだった。
しかし、この要求はあまりにも無茶な要求であり、結局戦闘機と同じような段差のある機首を備えたJu 88Aが採用された。
1939年まで、Ju 88は窓ガラスの部分には大きな変更もなく運用されていた。しかし、流線型の爆撃機が時代の主流になりつつあったため、ドイツ航空省(RLM)は「B爆撃機」計画で「次の世代の爆撃機」を欲した。しかしこの計画は頼りとしていた巨大な2,500 PS級のエンジンの開発（ユンカース社自身が開発していたユンカース ユモ 222）が完成しないために大幅に遅れていた。
ユンカース社自身もJu 288を開発し、その時点で開発も順調であったが、エンジンが手に入らなかったため、計画はストップしていた。
そのため、「Ju 88B計画」が応急処置として再提出された。これはJu 88A-1の後期型のフレームを使って新型のユンカースJumo 213を取り付ける設計になっていた。Jumo 213は既にベンチテストを始めており、 1,500 PS (1,100 kW, 1,480 hp)の出力を発揮する予定だった。その際ドイツ航空省(RLM)はエンジンハウジングを変更することなくBMW 801星形エンジンにエンジンを交換可能な設計にするように求めた。提出された設計がJu 88Aの焼き直し程度の改良のみだったのでRLMはこの設計にあまり関心を示さなかった。しかしRLMはユンカースに試作機の開発を指示し、エンジンにはBMW 139の搭載を検討するように伝えた。しかしこのエンジンに関しての指示は数週間で撤回された。代わりに新型でより強力なBMW 801エンジンを搭載することになった。

## 運用
最初の量産型はJu 188 Eで、1943年の初夏に実戦参加しているが、本格的配備は秋以降であった。1944年には偵察機型のJu 188 Dが開発され、偵察機型はJu 188生産数の過半数である約570機が作られている。その他にも雷撃機型、夜間戦闘機型、攻撃機型などが開発され、1944年前半まで生産が続けられた。総生産数は1076機である。本機は先に開発されていたDo 217と比較してさほど優れてはいなかったが、ユンカース社出身のエアハルト・ミルヒが航空次官であったため優遇されていた。

## バリエーション

### 試作機、Ju 88 B-0
試作機のJu 88B V1(D-AUVS)はBMW 801A/Bエンジンを搭載して1940年前半に初飛行を行った。この試作機の胴体はJu 88 A-1の胴体がそのまま使用された。BMW 801エンジンは1,560 PS (1,150 kW, 1,540 hp)という高出力の為、かなりの重量物を搭載して飛行が可能だったが、機体の爆弾倉が小さくて容量不足という問題が浮上した。そのため、性能が低下してしまうのを覚悟で両翼にあるエンジンの外側の翼下面に爆弾ラックを取り付けることになった。
1940年の夏、前生産型のJu 88 A-4機体をベースとして10機のJu 88 B-0の製作が発注された。高高度での性能向上を目指し、Ju 88 A-4で使用されている18mのウィングスパンを持つ翼より長い、20m以上のウィングスパンの主翼を取り付けた。この変更の際、主翼の変更に伴って重心が移動したため、コクピットを延長してバランスをとっている。
Ju 88 B-0による実地試験は成功し、視界の広いコクピットなどパイロットからの評価も上々だった。しかしRLMは既存のJu 88 A-5や新型のJu 88 A-4よりも高性能なのか、それに投資する価値があるのか相変わらず確信できないでいた。
そのため、前生産型は防御機銃、爆撃照準器、外部の爆弾ラックを取り外し爆弾倉には燃料タンクを入れて長距離偵察機として製作された。
いくつかの機体は開発用にユンカース社が保有していた。そのうちの一機はBMW 801Lエンジンを搭載し、コクピットの上部に13mmMG 131 機関銃機関銃を装備する銃塔が取り付けられていた。

### Ju 188
1942年までにJu 288の実用化のめどが立たなくなり、またその頃Ju 88はイギリス空軍(RAF)およびソ連のVVSに対抗しきれなくなってきていた。RLMは、Ju 88 Bの性能向上が必要と判断し、Ju 188として一連の改良をユンカースに依頼した。
唯一存在したJu 88E-0は防御機銃の追加がなされた。コクピット上部にある銃塔の後方に13mmMG 131 機関銃が追加され、また前方の機首にも追加された。7.92 mmMG 81Z連装機関銃がゴンドラ後方部分に後ろ向きに装備された。
別のJu 188のテスト機もJu 88A-4の機体から作られた。この機体は大型の垂直尾翼が取り付けられ、高高度での性能テストに使用された。この大型の垂直尾翼は後のJu 88の発展型のJu 88G夜間戦闘機にも取り入れられた。この機体は当初はJu 88 V44と呼称されていたが後にJu 188 V1と呼ばれるようになった。
1942年10月に量産化計画に許可が下りた。別の試作機が1月に完成し、爆弾ラックの取り付け部をエンジンの内側に移動させた。2月にJu 88A-4に使用されているものと同じ急降下爆撃システムが搭載され急降下爆撃のテストが開始された。RLMはこの機体にBMW 801とJumo 213の両方のエンジンが使用可能なように設計することを求めた。Ju 188 V1試作機は1943年9月 - 11月の間、飛行試験を行った。

### Ju 188 A & E
Ju 188は出力1,750 PS (1,290 kW, 1,730 hp)のJumo 213Aもしくは1,700 PS (1,250 kW, 1,680 hp) のBMW 801 G-2を機体の改造なしで搭載できるように設計されていた。最初は両方ともJu 188 A型と呼称する予定であったが、後にJumo 213A搭載型がJu 188A、BMW 801搭載型がJu 188Eと呼ばれるようになった。
Ju 188 E-1の最初の3機はBMWエンジンを搭載して1943年2月に完成し、3月には7機、4月には8機完成した。年末には283機が完成し、また2つの新しい工場が生産体制に入った。試作機と量産機との違いとして機首と銃塔の13 mmMG 131 機関銃から20mmMG 151/20 機関砲への変更があげられる。MG 131 機関銃は、Ju 188E-1型あるいはJu 188G-2型で運用される予定だったが、A型とE型の両方でMG 151/20 機関砲が装備されていた。Ju 188E-2は雷撃機として設計されたがJu 188 A-3も同じく雷撃機として製造された。
Ju 188 A型とJu 188 E型は同じように生産される予定だったが、Jumo 213エンジンは中々量産体制に入ることができない状態であった。Jumo 213搭載のJu 188 A-1は、BMW搭載のJu 188Eの投入直後に戦場に送ることができたものの、生産速度は依然として遅かった。しかしJumo 213搭載型のJu 188 A-1も1943年後半には順調に生産されるようになった。またJumo 213には新型のMW 50エタノール噴射装置が取り付けられ離昇出力は1,648kW(2,241hp)にも達した。このエンジンを搭載した機体はJu 188 A-2と呼ばれ、1944年前半に生産され始めた。
派生型として、小型のFuG 200 Hohentwiel海上レーダーを機首に装備し、爆弾ラックに魚雷を装備した艦艇攻撃用のBMW 801搭載のJu 188 E-2と、Jumo 213搭載のJu 188 A-3が生産された。
Ju 188は良い機体だったが、所詮Ju 88の小改造に過ぎなかった。爆弾搭載量と爆弾倉の大きさは初期型と大して変わらなかった。機体外部のラックに爆弾を搭載すれば大量の爆弾を搭載することもできたが、その場合は大きく性能が低下し最高速度も523 km/h程度になってしまった。背部の銃塔には機関銃が1丁搭載されているだけだったし、またそれより数センチ離れた場所にもう1丁機関銃があるだけだった。多数の計画が提供されたが、最後まで防御用の尾部銃座が取り付けられることはなかった。
Jumo 213の供給の問題は結局解決されることはなかった。大量生産されて配備されたのはBMW 801エンジンを搭載したE型だけだった。また、たいていの任務はJu 88が使用され、Ju 188は長距離や高性能な機体が必要となる「特別」な作戦でしか使われることはなかった。
1944年の夏に生産が終わるまでA型とE型あわせて500機のJu 188が製作された。

### Ju 188C
Ju 188のB型はJu 188の原型となったJu 88Bとの混同を避けるために欠番とされた。既存のJu 188 A型とE型は実質的には最初の型番(A型)として扱われ、新型はJu 188Cと命名されることとなった。
C型はA-1に尾部銃塔を追加したモデルで1機だけ製作された。尾部銃塔には13mmMG 131 機関銃を備えたFA 15動力銃塔が用いられ、ペリスコープで照準するようになっていた。
この手の尾部銃塔は防御火器としては非常に有効なものでありアメリカやイギリスの爆撃機には多用されたが、ドイツの爆撃機では採用された例は少ない(He 177など)。また、FA 15動力銃塔はシステムの信頼度が低く採用されることはなかった。

### Ju 188 D & F
1944年初頭、A型とE型の機体を用いて偵察型が作成された。主な変更点は爆撃装置と前方の機銃を取り外し、追加の燃料タンクを取り付けたことである。航続距離は3,400 kmまで拡張された。
Ju 188A-1を改造したものはJu 188 D-1と呼称され、機首に海軍用のレーダーを取り付けたものはJu 188 D-2と呼称された。E型も同じように改造されそれぞれJu 188 F-1とJu 188 F-2と名づけられた。

### Ju 188 G & H
Ju 88を発展させたJu 188の抱える問題のひとつとして爆弾倉の容量不足があげられる。Ju 188は爆弾を両翼の下にある爆弾ラックに装備して活動していたが、これは大きな空気抵抗となりJu 188の飛行性能を大きく低下させた。この改善策としてJu 188 G型とJu 188 H型が提案された。これらの機体は胴体の下側に木製の箱を取り付ける予定であった。
この変更の際にJu 188 C型の遠隔操作の銃塔を廃止して、有人の銃塔を尾部に取り付ける案があった。しかし有人の銃塔の場合、緊急時に脱出が困難になるという理由で、信頼性が低くてもFA 15動力銃塔を搭載することをRLMは望んだ。おかしな話だが、尾部の有人銃塔を廃止しておいて、後方防御のために機首の張り出した部分の後方に銃手を配置するために機首の形を変更している。
Jumo 213は優先的に戦闘機に回されたために、本機の偵察型はBMW 801を搭載したJu 188G-2だけが存在を知られ、Ju 188H-2は戦争中に量産されなかった。

### Ju 188R
1944年夏に、3機のJu 188 E型が夜間戦闘機型に改造された。主な変更点はレーダーの追加と4基の20 mm MG 151/20 機関砲もしくは2基の30mmMK 103 機関砲を機首に取り付けたことである。しかしJu 188は夜間戦闘に向いていなかった。Ju 188のコクピットの視界のよさは夜間ではまったく役に立たなかったし、レーダーの追加による空気抵抗の増大で飛行速度が大幅に低下した。そのため、Ju 188 R-0は発注されることはなかった。

### 高高度型
1943年に翼面積を拡大し、与圧式のコクピットを搭載した高高度型への改良が計画された。
ひとつの基本的な機体を設計し、重戦闘機型のJu 188J、爆撃機型のJu 188K、そして偵察機型のJu 188Lとして運用する計画だった。この3タイプはすべてゴンドラを取り外してなだらかな機首に変更している。爆撃機型と偵察機型はJu 188G型やJu 188H型のより大きい爆弾倉を持つように計画されていた。

## スペック
(E-1型)
- 全長： 14.94 m
- 全幅： 22.00 m
- 全高： 4.44 m
- 自重：9,990kg
- 全備重量： 14,491 kg
- エンジン： BMW 801D-2 空冷エンジン星形14気筒 1,700 hp × 2
- 最大速度： 499 km/h
- 上限高度： 9,350 m
- 航続距離： 1,950 km
- 武装
  - 20 mm MG 151/20 機関砲× 1
  - 13 mm MG 131 機関銃× 3
  - 爆弾 3,000 kg
- 乗員： 4名